# ナルサワ (小惑星)
(26828) ナルサワ（英語: Narusawa）は、小惑星帯を公転している小惑星の一つである。

## 特徴
ナルサワは、1989年11月29日に北海道の北見市で観測を行っていた渡辺和郎と円舘金による観測から発見された。発見時の見かけの明るさは16.5等級で、可視光線で観測した際の見かけの明るさであるVバンドでは、時期に応じて16等級から20等級の明るさで観測できる。発見されてからも多数の観測が行われており、2024年2月時点で約2,900回の観測記録がある。
小惑星帯の中でも比較的内側である、太陽からの軌道長半径が約 2.385 au（約3億5679万 km）離れた軌道を約3.7年の公転周期で公転している。軌道の離心率は約 0.193 で、黄道面に対する軌道は約3.27度となっている。ニサ族と呼ばれる小惑星族に属するとされている。物理的特徴についてはほとんど分かっていないが、Collaborative Asteroid Lightcurve Link が運用している Astroid Lightcurve Database ではスペクトル分類をX型、アルベド（反射能）を 0.24 と仮定し、絶対等級 (H) を基に直径を 3.92 km と計算している。一方で兵庫県立大学は 3.3 km としており、メディアでは約 4.8 km と報じられている。

## 名称
発見時に与えられた仮符号は 1989 WZ1。11月29日の発見から4日前の同年11月25日に岐阜県の可児市、発見前日の11月28日にアメリカのパロマー天文台からも観測されていたことが過去の観測記録から分かっている。1998年3月1日にヨーロッパ南天天文台 (ESO) によって観測され、1998 EB13 という仮符号を与えられた小惑星と同一であることも判明している。
発見から長らくは固有名が与えられていなかったが、約34年後の2023年11月8日に国際天文学連合 (IAU) の小天体の命名に関するワーキンググループ (WGSBN) が公開した「WGSBN Bulletin」にて、Narusawa という固有名が正式に承認された。この名称は兵庫県立大学の自然・環境科学研究所専任講師を務めている鳴沢真也に由来している。小惑星への命名権は本来であれば発見者に与えられるものであるが、発見から10年以上が経過した小惑星については他者からの命名の提案が受け入れられている。1989 WZ1 への命名権は東亜天文学会の理事長である山田義弘に一任されていたため、アルゴル型変光星における研究や分光学的SETIの魔法周波数の提唱、天文学普及のための活動などの功績を残している鳴沢を称えて、この名称が提案された。